# Eduardo H. Flichman
Eduardo Héctor Flichman (Mendoza, 1932-Buenos Aires, 2005) fue un físico y filósofo de la ciencia argentino. Dedicado a la investigación y docencia en el ámbito de la epistemología y la enseñanza de las ciencias.

## Biografía
Flichman nació en Mendoza, Argentina, el 19 de diciembre de 1932. Interesado por la filosofía de la ciencia decide formarse como científico. Para ello estudia en la Facultad de Ciencias Exactas y Naturales de la Universidad de Buenos Aires, donde se recibe de Licenciado en Física en 1961. Se dedica a la docencia universitaria y en particular a diseñar los crusos de ingreso en dicha Institución entre los años 1964-1966. El golpe militar de 1966 interrumpe su carrera como docente e investigador y, al igual que muchos intelectuales de la época, presenta su renuncia.
En 1984 es convocado por Gregorio Klimovsky para diseñar el curso de ingreso en la Facultad de Ciencias Exactas y Naturales de la Universidad de Buenos Aires. En ese año culmina su maestría en la SADAF (Sociedad Argentina de Análisis Filosófico) con una tesis sobre condicionales contrafácticos y el problema de la causación. Al mismo tiempo, convocado por docentes interesados por cuestiones epistemológicas, forma un grupo de estudio, que luego se convierte en un equipo docente y de investigación.
En 1994 concluye su doctorado en Filosofía en la Universidad de Buenos Aires con una tesis donde desarrolla una teoría de las leyes naturales.
Con una dedicación plena a la docencia y la investigación, durante el año lectivo 1995-96, por una invitación de Wesley Salmon, ingresa como Fellow de la Universidad de Pittsburg.
Durante el desarrollo de sus actividades académicas, trabajó en diversas instituciones nacionales e internacionales, fue Prof. Titular Regular del Instituto de Ciencias de la Universidad Nacional de General Sarmiento (UNGS), Prof. Consulto. Universidad de Buenos Aires (UBA), Director del Grupo de Investigación en temas de Causación, Condicionales contrafácticos, Leyes Naturales, Determinismo y Libre Albedrío, entre otros cargos, Prof. Honorario. Trabajó en dichas instituciones hasta donde se lo permitió, falleció el 13 de junio de 2005.

## Ideas filosóficas

### Causación
Su idea principal respecto de la causación es que no existe en la naturaleza ninguna relación genuina de causación entre eventos. Por lo cual, no sólo no se puede garantizar la existencia de una conexión necesaria, sino que además pretende mostrar que dicha conexión no existe en la naturaleza.

### Condicionales contrafácticos
Señala que la evaluación de contrafácticos no ha sido resuelta por las semánticas actuales. Dicha dificultad, sostiene, radica en la cuestión de cuál es la regla que se debe seguir para minimizar los cambios al evaluar la situación planteada en el antecedente.

### Filosofía e historia de la ciencia
En lo que respecta a filosofía e historia de la ciencia se ocupó de cuestiones vinculadas a los fundamentos de la ciencia, sus métodos y la relación entre ciencia tecnología y sociedad. Por esta razón, dedica gran parte de sus reflexiones a cuestiones tales como la medición de la duración, la medición de fuerzas, la tradición mecanicista, así como también sobre el impacto de la ciencia en la sociedad y sus repecusiones en el ámbito intelectual.

## Enseñanza
En cuanto a la enseñanza entre los aportes de Flichman podemos distinguir: en primer lugar, la innovación pedagógica introducida en los cursos de ingreso de la Facultad de Ciencias Exactas y Naturales de la UBA, donde desarrolla una nueva metodología basada en un sistema cerrado de televisión; en segundo lugar, la enseñanza de la filosofía de la ciencia en el Ciclo Básico Común (CBC) desde 1989, donde asume el desafío de lograr una formación de los estudiantes al comienzo de su carrera; por último, la formación de profesores de ciencia, a través de cursos de capacitación, del programa Prociencia, así como también participando en el diseño curricular de la reforma educativa de 1993.

### Libros (como autor o coautor)
- Boido, G., Flichman, E. H., Yagüe, J. y cols. (1988). Pensamiento Científico. Estructura I. Prociencia. Conicet. Buenos Aires.

- Boido, G., Domenech, G., Espejo, A., Flichman, E. H., Nillni, N. y Onna, A., (1990). Pensamiento Científico. Estructura II. Prociencia. Conicet. Buenos Aires.

- Flichman, E. H., y Pacífico, A. (1995). Pensamiento Científico. La polémica actual. Estructura III. Prociencia. Conicet. Buenos Aires.

- Flichman, E. H., Miguel, H., Onna, A., Paruelo, J., Pissinis, G. (eds. 2001). Las raíces y los frutos Bs. As.: CCC-Educando.

- Boido, G. y Flichman, E. H. (2010), Historia de un Ave Fénix. El mecanicismo, desde sus orígenes hasta la actualidad. Buenos Aires, Departamento de Publicaciones, Universidad Nacional de General Sarmiento - Prometeo libros.

### Artículos selectos (como autor o coautor)
- Abeledo, H., Flichman, E. H. (1997). ““Mundo efectivo” o “mundo real” o actualmente se traiciona así” Crítica, Revista Hispanoamericana de Filosofía XXIX (87): 101-116.

- Abeledo, H., Flichman, E. H., Miguel, H., Redondo, C. (1992). “Descentración, indexicalidad y compromiso ontológico.” Revista Latinoamericana de Filosofía, Vol. XVIII, Nº 2 (Primavera 1992), 241-258.

- Boido, G., Flichman, E. H. (2003). "Categorías historiográficas y biografías científicas: ¿una tensión inevitable?” en L. Benítez, Z. Monroy y J. A. Robles (eds.), Filosofía natural y filosofía moral en la Modernidad. Facultad de Psicología, Universidad Nacional Autónoma de México (UNAM): pp. 37–50.

- Flichman, E. H. (1985). “Causación y antropomorfismo” Análisis Filosófico 5 (2): 37-56.

- Flichman, E. H. (1995). “Causas, leyes naturales y explicaciones científicas”, Revista Latinoamericana de Filosofía (RLF) 21 (1): 37-52.

- Flichman, E. H. (1995). “Hard and Soft Accidental Uniformities”, Philosophy of Science 62: 31-43.

- Flichman, E. H. (2000). "Lewis's Causation: A Fatal Example. A Response to Dorothy Edgington, Helen Beebee and Horacio Abeledo". Crítica, Revista Hispanoamericana de Filosofía, XXXII (94): 89-125.

- Flichman, E. H. (2000). “Kuhn y el camino científico” Revista Latinoamericana de Filosofía (RLF), 26 (2): 323-332

- Flichman, E. H. (2001). “Newton´s Dynamics, Kuhn, and Incommensurability” in Tian Yu Cao (ed.) The Proceedings of the Twentieth World Bowling Green-State University: 89-96

- Flichman, E. H. (2002). “La función de la perplejidad” en Enseñar y aprender en la universidad. Universidad Nacional de General Sarmiento.

- Flichman, E. H. (2002). “Grados de determinismo e indeterminismo” en Pablo Lorenzano y Fernando Tula Molina (eds.) Filosofía e historia de la ciencia en el Cono Sur. Universidad Nacional de Quilmes. Vol. 1.

- Flichman, E. H. (2010). “Control y Caos”, Universidad Nacional de General Sarmiento, Colección Textos Institucionales. Incluye escritos sobre Flichman de Eduardo Díaz de Guijarro y Hernán Miguel.